# 川口村 (広島県)
川口村(かわぐちむら)は、かつて広島県深安郡に存在した村である。

## 相当地域
深安郡川口村に相当する現在の地域は、以下の通りである。
福山市川口町、多治米町、東川口町、新涯町、曙町、西新涯町、新浜町、千代田町、及び松浜町の一部。

## 歴史
この地域は、福山藩による干拓で造成された地域である。1600年代後半に行われた水野家による干拓で、水野家家老 上田玄蕃直次の指揮の下、現在の川口町・多治米町・東川口町に相当する地域が造成された。その後、幕末から明治にかけて行われた阿部家による干拓で現在の新涯町・西新涯町・曙町・新浜町にあたる地域が造成された。
明治維新以降しばらくは川口村(本頁で述べている川口村ではなく、江戸時代からの村。旧川口村とする)、多治米村、一番、二番、三番新涯村という風にいくつかの村に分かれていたが、1889年の町村制施行でこれらが合併して川口村が成立し、同年選挙が行われて11名の議員が選出された。川口・多治米・新涯の戸長を勤めていた多木市兵衛が川口村村長となり、村役場には助役1人、収入役1人、書記4人、使丁2人が置かれた。
戸数は1894年時点で618戸だった。
1898年、深津郡が安那郡と合併したことにより、深安郡が成立、深安郡川口村となった。
村役場は旧川口村の頃から利用されていたものを使っていたが、1924年に現在福山市農協川口支店がある辺りに移転した。
1933年、川口村は福山市に編入合併し、福山市川口町となり、自治体としての川口村は幕を閉じた。

## 出身人物
衣川閑斎…儒学者。福山藩儒。藩校弘道館館長を務めた。旧川口村出身
三村日修…日蓮宗の僧侶。日蓮宗管長、身延山法主。旧川口村出身

## 社寺、学校など
- 神社
  - 川口八幡神社
  - 塩崎神社

- 寺院
  - 明石山 崇興寺 浄土真宗本願寺派
  - 寶龍山 正福寺 浄土真宗本願寺派
  - 西光山 常福寺 真言宗
  - 慶法山 光栄寺 浄土真宗本願寺派

- 学校
  - 深安郡川口尋常高等小学校

明治までは寺子屋が数件存在した。寺子屋を開いていたのは庄屋、医者、僧侶などであった。

## 行政
川口村の行政は村長を中心に、庶務掛、兵事掛、租税掛、労務掛、勧業掛、収入事務などの担当に分かれて職務を行っていた。明治期の川口村役場の役職者は次の通り。
- 村長　多木市兵衛
- 助役　岡田市左衛門(庶務掛を兼務)
- 収入役　多木厳二(租税掛を兼務)
- 書記　多木達次郎(兵事・労務掛)
- 書記　土肥忠之(勧業・庶務掛)
- 書記　掛谷善三郎(租税掛・収入事務)
- 書記　佐藤善太郎
- 書記　赤木頼太(1900年任)